# 対戦車車両
対戦車車両（たいせんしゃしゃりょう）は、戦車の撃破を目的として、軍用車両に対戦車兵器を搭載したものであり、多くは自走対戦車砲または自走式対戦車ミサイルである。
なお、対戦車車両と似た言葉に、駆逐戦車（ドイツ語でJagdpanzer）と戦車駆逐車（英語ではtank destroyer、ドイツ語ではPanzerjäger）がある。この両者はしばしば対戦車車両と混同され、同義語として扱われる場合もあるが、厳密には駆逐戦車は戦車に近い存在であり、一般的な対戦車車両とは異なる性質を持つ。戦車駆逐車は前述の特定の語に対する訳語、より広義の存在であるアメリカ合衆国のGMC（Gun Motor Carriage（tank destroyerとも）、戦車駆逐大隊を参照）の訳語などとして用いられる。

## 概要
戦車に最も有効に対処できるのは戦車そのものである。しかし、戦車は高価であるため大量配備できず、大重量のため空挺部隊などに配備できない。対戦車車両はこうした戦車の欠点を補う兵器である。
対戦車車両の装甲は皆無か、あっても限定的である。
また、対戦車車両は戦車連隊ではなく、歩兵連隊や専門の対戦車隊に配備されることが多い。

## 特徴
対戦車車両は、対戦車砲を主武装にしたものと、対戦車ミサイルを主武装にしたものに大別できる。第二次世界大戦頃までは前者が主流であったが、冷戦期以降は後者が主流となっている。

### 車体
砲を装備する時代の対戦車車両は、砲撃時の反動を抑える目的などから大半が装軌式車両であった。対戦車ミサイルを装備する現代の対戦車車両には、装輪式車両も多く見られる。ミサイルは砲より反動・重量が少ないため、装輪式でも問題が無いからである。

### 装甲
対戦車車両の大半は薄い装甲しか持たず、敵戦車の砲撃に耐えるのは困難である。この理由としては、
- 対戦車車両に重装甲を施すと、重量と製造費が高騰して、調達が困難になる。
- もともと重装甲を施せない軽車両を改造して作られている。
- 強力な砲を装備したため、その分の重量相殺のため装甲を削る必要がある。

などがある。このため対戦車車両は防御力が貧弱であるので、敵戦車と正面から撃ち合うような戦いは行わず、専ら防衛戦闘や待ち伏せ攻撃に投入される。

### 駆逐戦車と対戦車車両
駆逐戦車とは一言で表すと「戦車を駆逐するための戦車」である。主に第二次世界大戦時のドイツ陸軍が数多く運用した。
当初ドイツ陸軍が運用していた対戦車自走砲は、装甲が薄いため防御力が低く、車高の高さから敵に発見され易く、損耗率が高かった。そのため、全高の低い固定式戦闘室に厚い装甲を施した対戦車自走砲が作られるようになった。これらの車両は高い防御力を有するため、「自走砲」と言うより「旋回砲塔を持たない戦車」に近い存在であるため、戦車駆逐車（Panzerjäger）ではなく駆逐戦車（Jagdpanzer）と呼ばれるようになった。実際にIV号駆逐戦車の一部のタイプなどは「戦車」に分類され、戦車大隊に配属されていた。
ただし、構造が駆逐戦車に似ていれば駆逐戦車と訳される場合もある。アメリカ陸軍が運用した対戦車自走砲のM10、M18などは、軽装甲で旋回砲塔式の対戦車自走砲であり、正式にはgun motor carriage（機動砲架）に分類されていた。この種の車両の訳語としては、Tank Destroyerに由来する戦車駆逐車が充てられるが、T28重戦車のように構造上駆逐戦車と同一であれば、駆逐戦車と訳される場合もある。

## 歴史

### 第二次世界大戦期

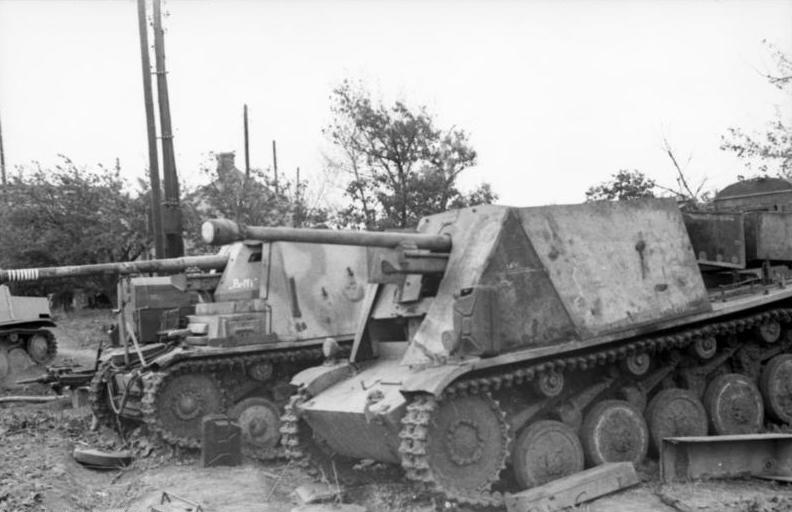
奥は量産型のマルダーII、手前は現地改造型の5cm PaK38 auf Fgst Panzer II (Sf)

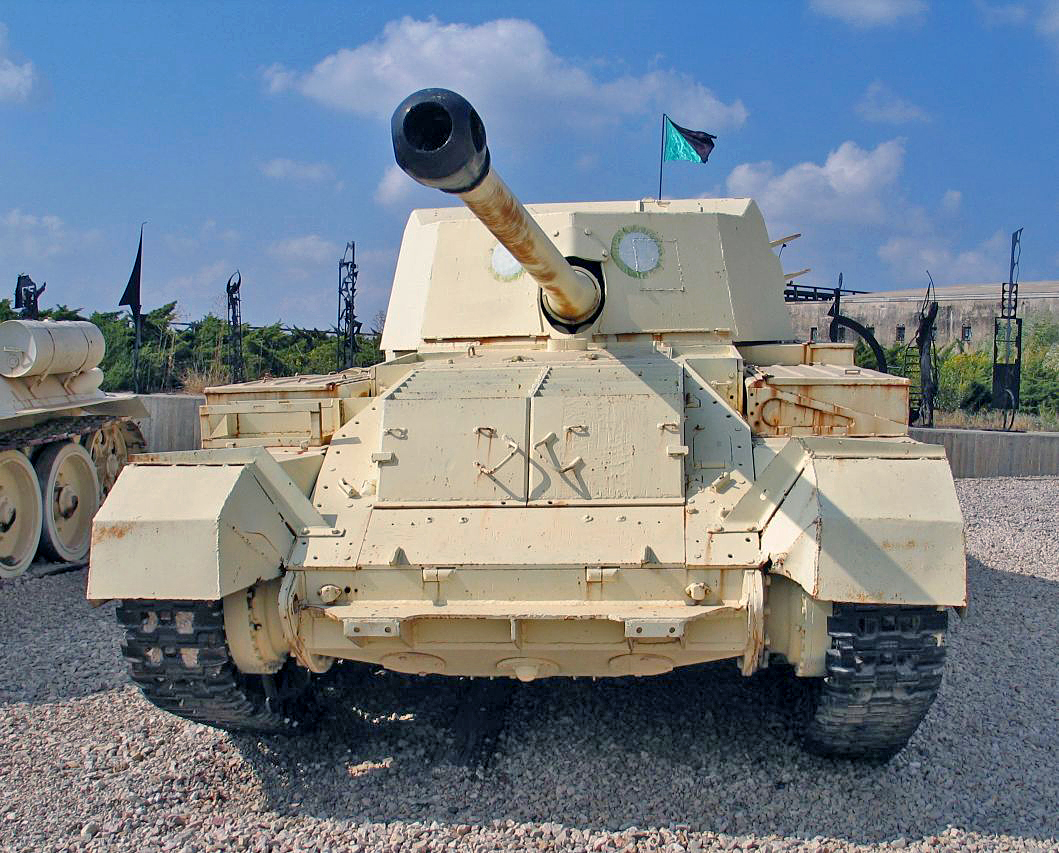
アーチャー

第二次世界大戦で登場した対戦車車両は、既存の戦車のものを流用した車台に、対戦車砲を固定装備した車両が多い。

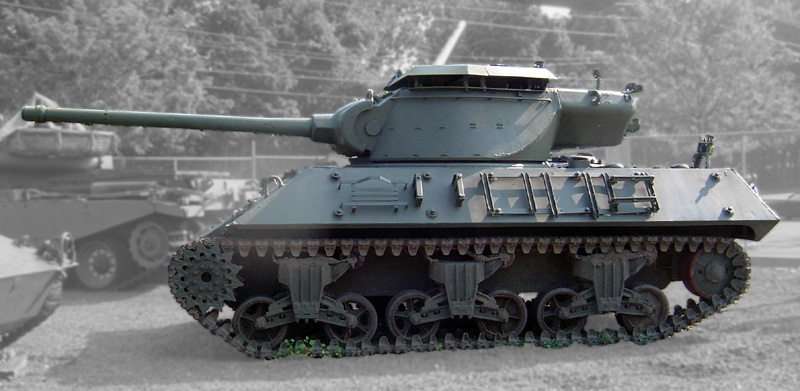
M36ジャクソン

 アメリカ合衆国
- M3 75mm対戦車自走砲

M3ハーフトラックに75mm砲を装備した対戦車自走砲。本格的な対戦車自走砲が配備されるまでの繋ぎとして活躍した。
- M6ファーゴ

WC-55型4輪トラックに37mm砲を装備した簡易的な対戦車自走砲。戦闘力は貧弱で、ほとんど活躍できなかった。
- M10ウルヴァリン

M4中戦車の車台に、開放式砲塔と76mm砲を装備した対戦車自走砲。
- M18ヘルキャット

閉鎖式砲塔に76mm砲を装備した対戦車自走砲。最高速度80km/hに達する、大戦中最速の装甲戦闘車両であった。
- M36ジャクソン

M4中戦車の車台に、開放式砲塔と90mm砲を装備した対戦車自走砲。
 ドイツ国
- I号対戦車自走砲

I号戦車の車台に47mm砲を装備した対戦車自走砲。
- ナースホルン

III号戦車/IV号戦車の車台にPaK43 8.8cm砲を装備した対戦車自走砲。装甲は薄かったが、強力な主砲と高精度の照準器により遠距離先制攻撃能力は高かった。
- マルダーI/マルダーII/マルダーIII

旧式化した装甲車・軽戦車などの車台に、7.5cm砲またはソ連軍から鹵獲した76.2mm砲を装備した対戦車自走砲シリーズ。
- III号突撃砲（後期型）/IV号突撃砲

突撃砲は元々、歩兵を近接支援する装甲自走砲とのコンセプトで、敵から視認されにくい低いシルエットでトーチカなど敵の防御拠点に近づいて直接照準射撃で撃破するため、III号戦車の車台を流用し短砲身7.5cm砲を搭載して設計製造された。しかし東部戦線など大戦中期から歩兵の最大の脅威が敵の戦車に変わり徹甲弾や成形炸薬弾を用いて対戦車戦闘に使われることが多くなり、III号突撃砲F型以降は長砲身7.5cm砲を搭載し対戦車車両として運用された。その後、主な生産工場が空爆を受け、一時III号突撃砲の生産が困難になったため、1943年末にIV号戦車の車台にIII号突撃砲G型の上部構造を取り付けたIV号突撃砲が開発された。
- IV号駆逐戦車

IV号戦車の車台にPak39 7.5cm砲を装備した駆逐戦車。後に、更に強力な70口径のPak42 7.5cm砲を装備したタイプは「IV号戦車/70」と呼ばれ、駆逐戦車としてだけではなく火力支援戦車としても運用された。
- ヘッツァー

38(t)軽戦車の発展型の足回りを流用し、新設計の車台にPak39を装備した駆逐戦車。戦闘力の割に、廉価で生産性が高かった。
- エレファント

ポルシェティーガー重戦車の車台にPaK43を装備した駆逐戦車。
- ヤークトパンター

パンター中戦車の車台にPaK43を装備した駆逐戦車。
- ヤークトティーガー

ティーガーII重戦車の車台にPaK44 12.8cm砲を装備し、250mmの前面装甲を備えた、史上最大の駆逐戦車。強力な攻撃力・防御力を有するが、大重量により機動力は劣悪であった。
 ソビエト連邦
- SU-152

KV-IS戦車のシャーシに固定戦闘室を設け、ML-20 152mm榴弾砲を装備した。クルスクの戦いにおいてドイツ軍の新型戦車パンターを撃破する等、後に「野獣ハンター」を意味する「ズヴィラボーイ」«Зверобой»と呼ばれた。
- SU-85/SU-100

1943年初めに投入されたティーガーIに対抗するため、T-34戦車をベースに85mm対戦車砲D-5Sを搭載した自走砲としてSU-85が開発された。SU-85の武装を強化するため100mm対戦車砲D-10Sを搭載し、装甲なども変更されたのがSU-100。
- ISU-122/ISU-152

KVのシャーシに代わってIS-2戦車のシャーシを利用したのがISU-152で、152mm榴弾砲の生産不足から、代わりに122mm野砲を搭載したものがISU-122。後にIS-2と同じ122mm戦車砲を搭載したISU-122Sも作られた。
 イギリス
- ディーコン

AECマタドールトラックの車台に6ポンド砲を装備した対戦車自走砲。同じトラックに紛れて配備され、輸送部隊防護に大活躍した。
- アーチャー

バレンタイン歩兵戦車の車台に17ポンド砲を装備した対戦車自走砲。砲を後ろ向きに装備したため、砲撃時は操縦手の退避が必要であったが、敵撃破後すみやかに戦線離脱するのには最適な構造であった。
 大日本帝国
- 四式十五糎自走砲　ホロ

九七式中戦車の車体に、旧式となった150㎜榴弾砲を搭載した対戦車自走砲。連合国軍の主力戦車であるM4中戦車に対する早急の対抗手段として開発された。
- 三式砲戦車 ホニIII

九七式中戦車の車台に75mm野砲を装備した対戦車自走砲。
- 一式七糎半自走砲 ホニI

九七式中戦車の車体上に、三式砲戦車と同じ75㎜野砲を搭載した自走砲。、元々は対戦車自走砲ではなかったが、急速に発展していく連合国軍戦車に対処するため対戦車兵器に転用された。
- 一式十糎自走砲 ホニII

九七式中戦車の車体を利用した自走砲。105㎜榴弾砲を搭載した。当初は対戦車戦闘に使用する計画はなかったが、連合国軍戦車に対抗するため対戦車自走砲として用いることになっていた。

### 冷戦期-現代

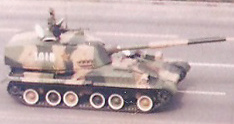
89式120mm自走対戦車砲

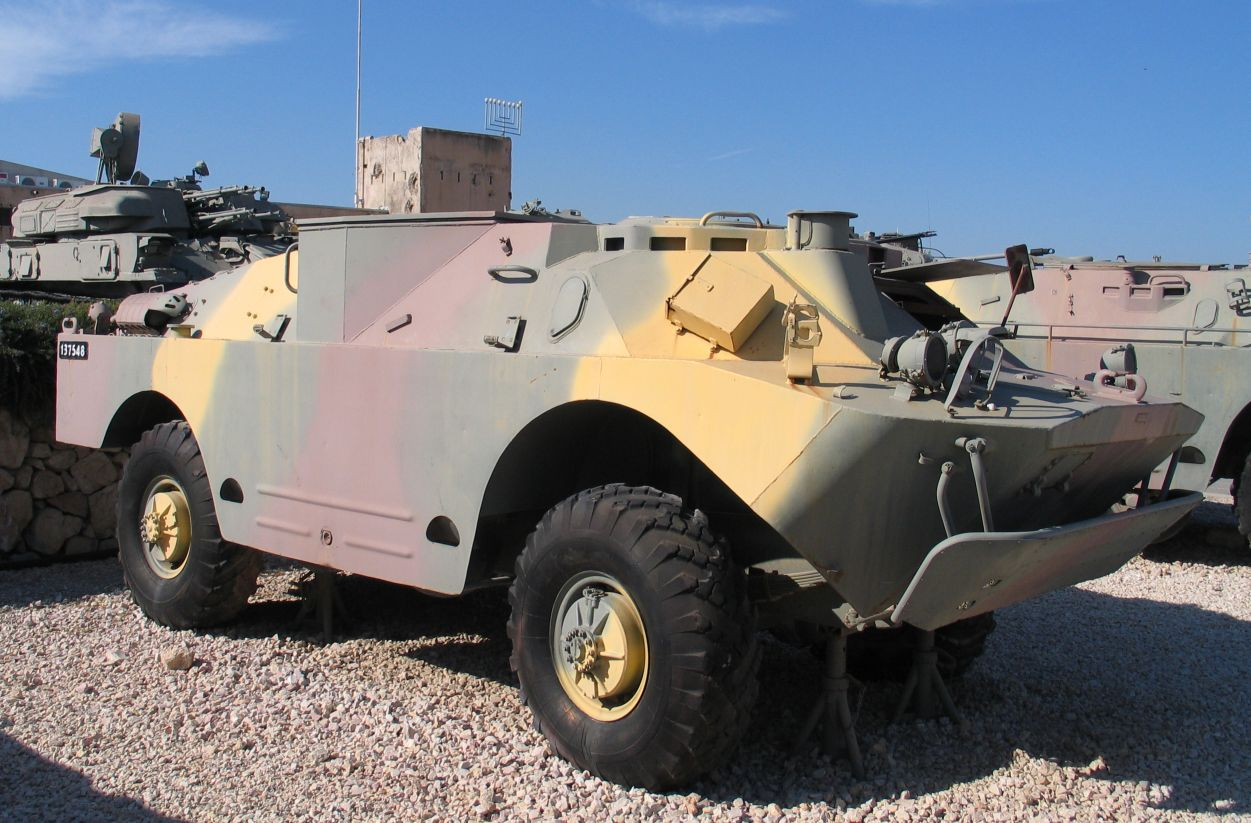
BRDM-2 対戦車車両型

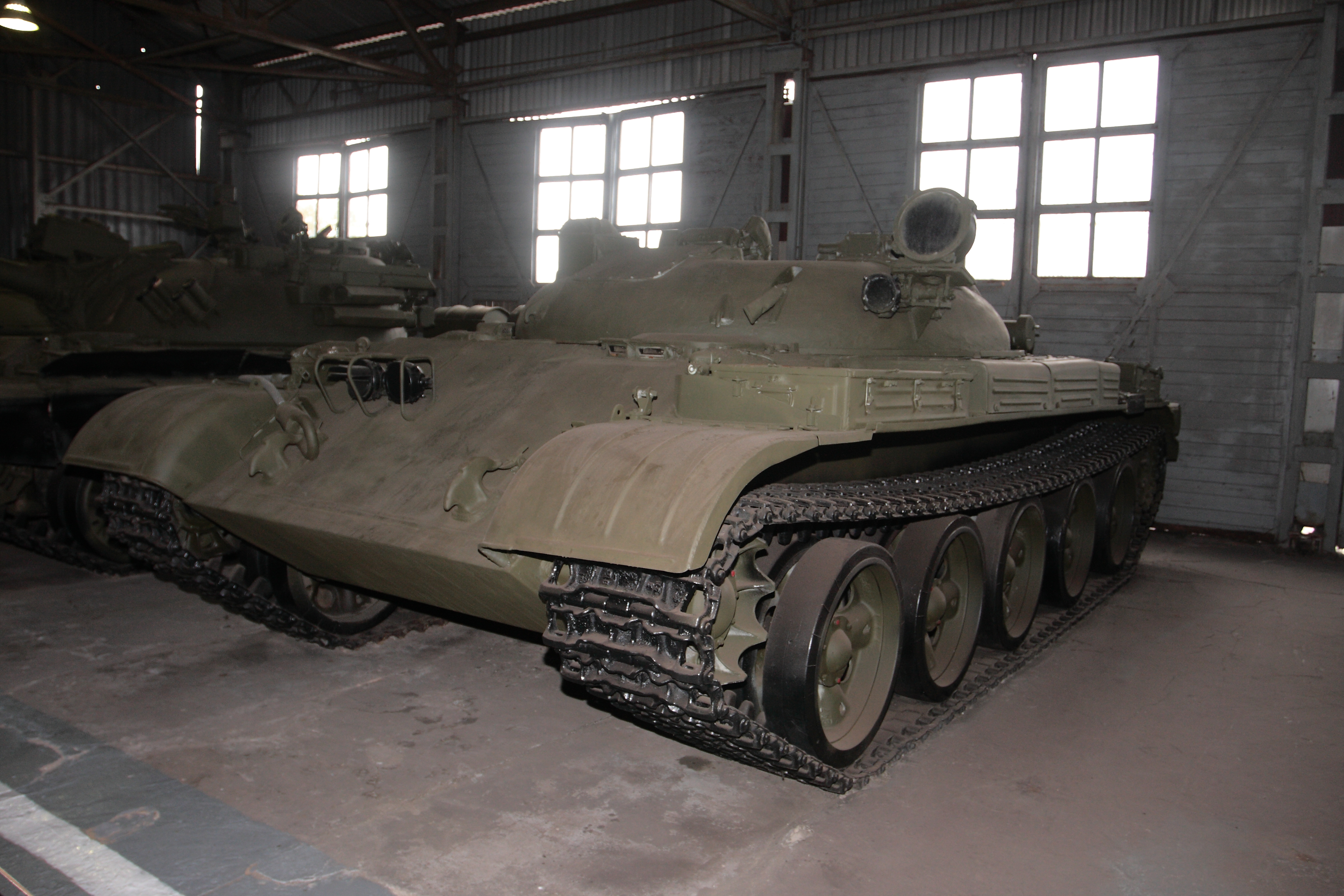
IT-1 ミサイル戦車

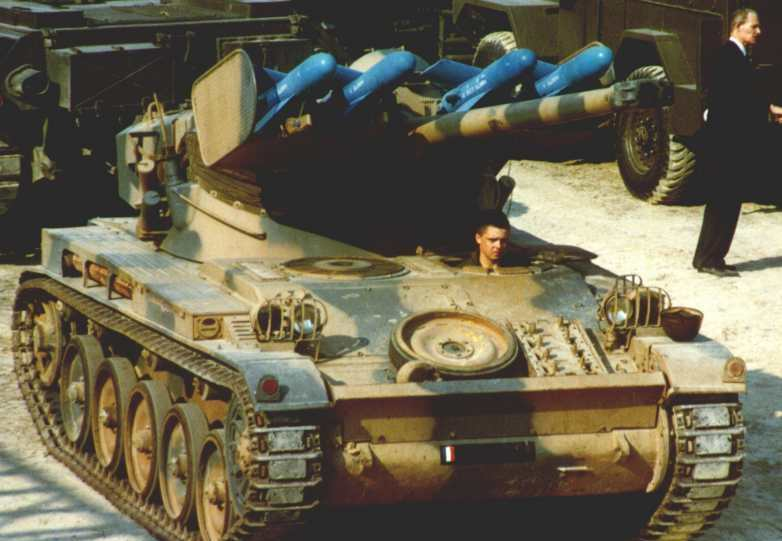
AMX-13 T75

第二次世界大戦後しばらくは、大戦時と同様の対戦車自走砲も作られた。やがて、対戦車ミサイルの発達により、ミサイルに代替されて行った。
また、技術進歩により、対戦車ミサイルの小型化・軽量化が進むと、戦車駆逐任務専用の対戦車ミサイル車両を作らなくても、汎用戦闘車両に追加装備的に対戦車ミサイルを装備できるようになった。このため冷戦後期頃からは、歩兵戦闘車などに対戦車ミサイルを装備して対戦車攻撃力を持たせたり、携行型対戦車ミサイルを歩兵部隊に大量配備することで、専用の対戦車車両自体を不要にする例も増えている。
近年では、装輪式車両の発達により、戦車に匹敵する主砲を装備した装輪装甲車（装輪戦車）が登場するようになった。これらも戦車を撃破可能な攻撃力を有するので、戦車駆逐任務にも対応可能であり、かつての対戦車自走砲的な役割を担っている。

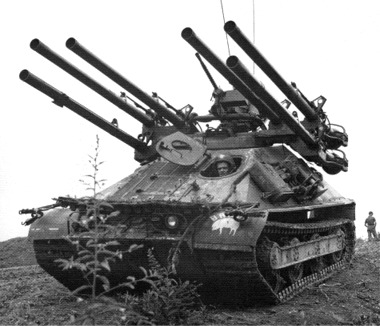
M50オントス

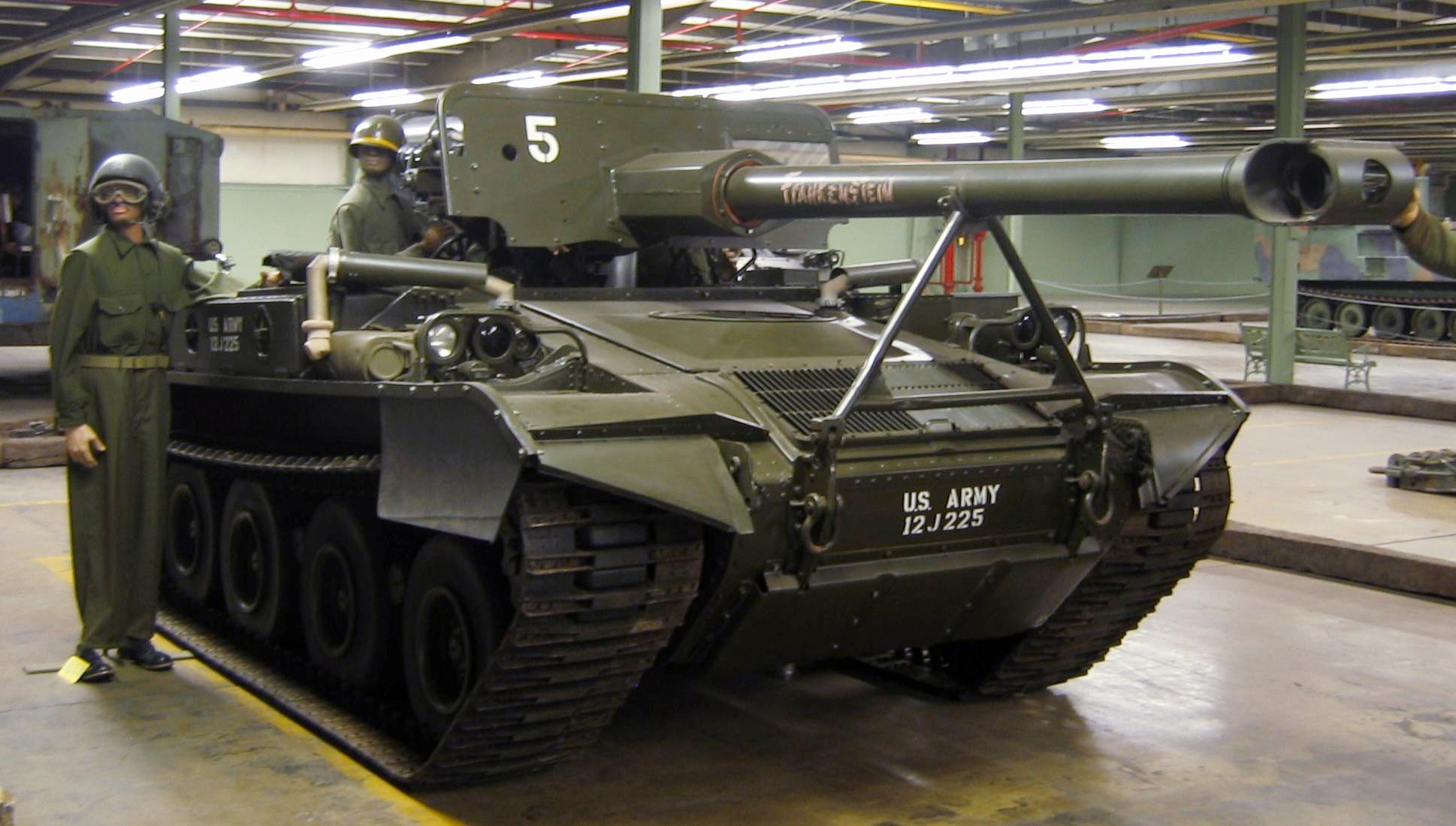
M56スコーピオン

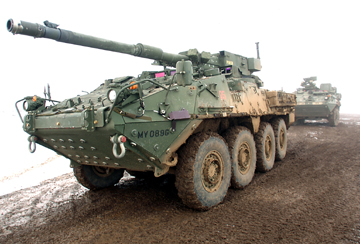
ストライカー機動砲

 アメリカ合衆国
- M50オントス

発射速度を高めるため、106mm無反動砲を6門装備した対戦車自走砲。ベトナム戦争で対歩兵戦闘などで活躍した。
- M56スコーピオン

空挺可能な対戦車自走砲として開発された。軽量化のため、90mm砲は車体上に剥き出しで装備されている。
- M825

M151トラックに106mm無反動砲またはBGM-71 TOW対戦車ミサイルを装備した戦車駆逐車。
- M901 ITV

M113装甲兵員輸送車の車台にTOW対戦車ミサイルを装備した対戦車ミサイル車両。ITVは「Improved TOW Vehicle（改良型TOW車両）」の略称である。
- LOSAT戦車駆逐車

M2ブラッドレー歩兵戦闘車やハンヴィーの車台などに、LOSAT対戦車ミサイルを装備した対戦車ミサイル車両。1990年代から開発が行われていたが、後に計画中止。
- LAV-AT

LAV-25装甲車にTOW対戦車ミサイルを装備した対戦車ミサイル車両。
- M1128 ストライカーMGS

ストライカー装甲車に105mm砲を装備した機動砲。
- M1134 ストライカーATGM

ストライカー装甲車にTOW対戦車ミサイルを装備した対戦車ミサイル車両。
 中国人民解放軍
- 89式自走対戦車砲

83式自走榴弾砲等と同様の車台に120mm50口径滑腔砲を搭載した自走対戦車砲。
- 02式100mm装輪自走対戦車砲

92式装輪装甲車の車台に100mm滑腔砲を搭載した装輪対戦車自走砲。GP-2砲発射式対戦車ミサイルも発射可能。
 ソビエト連邦
- 2P27

装輪装甲車BRDM-1に3M6シュメーリ対戦車ミサイルを装備した対戦車ミサイル車両。
- 2P32

BRDM-1に9M17ファラーンガ対戦車ミサイルを装備。
- 9P122

BRDM-1またはBRDM-2に、9M14マリュートカ対戦車ミサイルを装備。
- 9P124

BRDM-2に9M11ファラーンガ対戦車ミサイルを装備。
- 9P137

BRDM-2に9M17ファラーンガ対戦車ミサイルを装備。
- 9P148

BRDM-2に9M111ファーゴット対戦車ミサイルを装備。
- IT-1

T-62の車台に3M7ドラコーン対戦車ミサイル15発を装備したミサイル戦車。密閉式旋回砲塔とT-62譲りの厚い装甲により、防御力が高かった。
- オブイェークト287

オブイェークト430中戦車の車台に、9M15タイフーン対戦車ミサイル15発を装備。試作のみ。
- オブイェークト775

ルービン対戦車ミサイルとバール地対地ミサイルを発射可能なガンランチャーを装備する。対NBC防護機構や電子制御式火器管制装置などを装備する先進的な設計であったが、試作のみで終わった。
- 9P149

MT-LBの車体に9K114シュトゥルム-S対戦車ミサイルを装備。
 イギリス
- FV4101 チャリオティア

クロムウェル巡航戦車の車台に20ポンド砲を装備した対戦車自走砲。
- FV102 ストライカー

スコーピオン軽戦車の車台にスウィングファイア対戦車ミサイルを装備した対戦車ミサイル車両。
- FV438 スウィングファイア

トロウジャン装甲兵員輸送車の車台にスウィングファイア対戦車ミサイル14発を装備した対戦車ミサイル車両。
 フランス
- AMX-10RC

105mm砲を装備した装輪装甲車。
- AMX-13 T75

AMX-13軽戦車にSS.11対戦車ミサイルを装備した対戦車車両。
- VBCI 対戦車ミサイル車両型

VBCI装甲車にERYX対戦車ミサイルを装備。
 ドイツ
- KJPZ4-5

90mm砲を装備した対戦車自走砲。低姿勢の固定式戦闘室に主砲を装備という、第二次大戦型駆逐戦車の特徴を受け継ぐ車両である。KJPZは「Kanonenjagdpanzer（カノーネンヤークトパンツァー、砲駆逐戦車）」の略称である。KJPZ4-5の車台は、後のRJPZ-2とヤグアルに流用された。
- RJPZ-2

SS.11対戦車ミサイル14発を装備した対戦車ミサイル車両。RJPZは「Raketenjagdpanzer（ラケーテンヤークトパンツァー、ロケット駆逐戦車）」の略称である。
- ヤグアル1/ヤグアル2

RJPZ-2の発展型。HOT対戦車ミサイル20発を装備したのがヤグアル1、TOW対戦車ミサイル14発を装備したのがヤグアル2である。
 日本
- 60式自走106mm無反動砲

106mm無反動砲2門を装備した対戦車自走砲。
- 96式多目的誘導弾システム

96式多目的誘導弾を運用可能な対戦車・対舟艇ミサイル車両。
- 中距離多目的誘導弾

分隊による徒手搬送であった87式対戦車誘導弾システムの後継。普通科中隊における対戦車小隊で運用される。
- 16式機動戦闘車

105mm砲を装備した装輪戦闘車。即応機動連隊と偵察戦闘大隊で運用される。
 イスラエル
- ペレフ

マガフ5（M48A5）の車体に新設計の砲塔を搭載し、砲塔内に12基のスパイク-NLOSミサイルランチャーを搭載した自走対戦車ミサイル。
 イタリア
- チェンタウロ

対戦車戦闘などを想定して105mm砲を装備した、重火力装輪装甲車。
 南アフリカ共和国
- ルーイカット

南アフリカ共和国で開発された62口径76mmライフル砲を搭載した装輪戦闘車で、火力支援や対戦車戦闘を想定している。整地速度は他国の対戦車用装輪戦闘車と比べて群を抜く120km/hを出す事が出来る。輸出用に105mm砲を搭載したルーイカット105も存在する。